# Protoribates hakonensis
Protoribates hakonensis är en kvalsterart som beskrevs av Aoki 1994. Protoribates hakonensis ingår i släktet Protoribates och familjen Protoribatidae. Inga underarter finns listade i Catalogue of Life.